# BO Большой Медведицы
BO Большой Медведицы (лат. BO Ursae Majoris) — одиночная переменная звезда в созвездии Большой Медведицы на расстоянии (вычисленном из значения параллакса) приблизительно 25283 световых лет (около 7752 парсеков) от Солнца. Видимая звёздная величина звезды — от +16,4m до +15,1m.

## Характеристики
BO Большой Медведицы — пульсирующая переменная звезда типа RR Лиры (RRAB).